# Егоров, Юрий Николаевич (художник)
Юрий Николаевич Егоров (род. 27 января 1926, Сталинград (ныне — Волгоград), СССР — 12 октября 2008, Одесса, Украина) — один из крупнейших украинских советских художников второй половины XX века, классик одесской школы живописи. Занимался станковой и монументальной живописью, графикой, а также создавал гобелены, керамику, витражи, мозаики. Заслуженный деятель искусств Украинской ССР (1989).

## Биография
Родился 27 января 1926 года в Сталинграде. Родители были балетными танцовщиками. Личность впечатлительного мальчика формировалась под воздействием романтического музыкального театра, где проявлялось возвышенное состояние человека, что впоследствии станет определяющим качеством героев картин художника. Кроме того, театр — это воплощение синтеза искусств. В творчестве Ю. Егорова он проявился в обращении к монументальным техникам: росписи, мозаике, гобелену.
В 1941 году вместе с труппой Одесского оперного театра семья Егоровых была эвакуирована в Ташкент, а затем переехала в Красноярск. Там будущий живописец познакомился с киевскими художниками Степаном Андреевичем Кириченко и Зинаидой Волковицкой, которые стали его первыми учителями. По альбомам они знакомили юношу с мировым искусством, открывали для него творчество Сезанна, Веласкеса и других. В 16 лет начинающий художник вступил в Союз художников Красноярска. Вернувшись в 1946 году в Одессу, Ю. Егоров был принят сразу на IV курс живописного отделения художественного училища, где учился в мастерской профессора Теофила Фраермана.
В 1948 году поступил в Ленинградский государственный институт живописи, скульптуры и архитектуры имени И. Репина при Академии художеств СССР. Будучи студентом IV курса, он перешёл на IV курс факультета монументальной живописи Высшего художественно-промышленного училища имени В. Мухиной, где его учителями были К. А. Иогансон, Г. О. Рублёв, Г. А. Савинов.
В 1955 году Ю. Н. Егоров переехал в Одессу, где до 1957 года преподавал в Одесском художественном училище имени М. Б. Грекова, был ректором Одесской Академии художеств (1995—1997).
С начала 1960-х годов вокруг Егорова группировалась творческая молодёжь, впоследствии сформировавшая «одесский нонконформизм». Фактически Егоров не был нонконформистом, однако всячески помогал и поддерживал молодых художников, избравших сложный путь противостояния системе. Именно Егоров внятно поставил вопрос об одесской школе живописи и сформировал её основные постулаты, став таким образом, одновременно и самым ярким представителем и теоретиком этого направления.
Участник многочисленных отечественных и зарубежных художественных выставок живописи, графики и монументального искусства. С 1958 года член Союза художников УССР, а в 1989 году присвоено звание «Заслуженный деятель искусств Украинской ССР». 
После смерти художника, в июне 2009 года, в Музее современного искусства Одессы был открыт зал постоянно действующей экспозиции его произведений.

## Егоровское море
Море — неотъемлемая составляющая художественного мира художника.
Так пишет о море Егоров в своих воспоминаниях: «…Мы трое в это летнее утро стоим на краю обрыва; справа, слева и в неоглядной дали перед нами ослепительно сверкает жарким серебром гигантский щит моря. Кто-то из нас гикает, и по очереди, наклоняясь вперёд над узенькой тропинкой, мы низвергаемся к этому необъятному, сверкающему блаженству… Многие картины начали свой медленный, незримый рост тогда, когда я десятилетним мальчиком жил на даче Большого Фонтана, и многое существовало как возможность, о которой я сам ещё не догадывался. В чём-то эта возможность оказалась счастливой, так как в вечной драме между возможным, долженствующим и действительным кое-что стало действительным».
Для творческого метода Егорова характерно многократное возвращение к одному мотиву. Художник сосредотачивает внимание не на поиске нового повествовательного сюжета, а на максимально выразительной трактовке картинного образа. Отсюда взаимосвязь с устойчивыми композициями античности и Ренессанса, на которые он ориентируется, создавая свою вариацию на извечные темы. Егоров сравнивал себя с золотоискателем, который, найдя драгоценную «жилу», старается полностью её разработать. Когда на основе интуиции и высокой художественной культуры живописец чувствовал, что приближается к сокровищам, то по много лет не переставал разрабатывать свои «прииски», развивая найденные формы — позы — положения фигуры в пространстве.
Существенным отличием манеры мастера от способов изображения, сложившихся в предшествующей маринистике, является его активная работа с крупным планом, когда образ моря подается в непосредственной близости по отношению к зрителю. Ранее море было принято изображать панорамно: водная ширь гармонично и уравновешенно сополагается с запоминающимися элементами ландшафта — горами, скалами, обрывами и, с другой стороны, с небесными просторами. Иногда на холсте появляются человеческие фигурки, чаще в качестве стаффажа. Но в любом случае, как правило, море показывается в перспективном отдалении, как объект, который мы воспринимаем почти исключительно зрением (это характерно и для академической манеры художников XIX века — И. Айвазовского, А. Боголюбова, Л. Лагорио, М. Латри, Р. Судковского и для зачинателей импрессионизма — Э. Мане, К. Моне, А. Сислея, Дж. Уистлера, и для отечественных мастеров, работавших на рубеже столетий или уже в XX веке — И. Похитонова, Г. Ладыженского, П. Нилуса, В. Синицкого, Н. Шелюто, Г. Малышева, Е. Морозова, В. Подобеда и других).
Напротив, у Егорова море изображается как бы вплотную к раме холста. Зачастую оно занимает большую часть полотна. Художник, как правило, тяготеет к особому ракурсу, предусматривающему вид сверху, при котором захватывается небольшой участок береговой кромки и очень узкая полоса неба. В силу такого приближения (нередко имеющего эффект как от наезжающей камеры оператора) мы непосредственно можем разглядеть его фактуру и ощутить «плоть», «ткань», «слоистость» (если воспользоваться проникновенной поэтической характеристикой Арсения Тарковского) воды.
Благодаря такой «кадрировке» чувство монументальности, мощи моря оказывается принципиальной и специфической характеристикой создаваемого образа. Его неотъемлемая составляющая — очень явственная и подчеркнутая громадная тяжесть воды. Причём это в целом свойственно для Егорова, для самых разных по настроению его марин, даже тех, что наполнены воздушностью и легкостью, хотя атмосфера беззаботности, невесомости вообще не характерна для работ этого живописца. Контрасты, возникающие под предельно ярким, ослепительным освещением, заостренная игра светотени позволяют особо выделить плотность, неподъемность водной массы.
И ещё один характерный прием, черта егоровского изображения моря — это принципиальная округленность линии горизонта.
Известно, например, что Айвазовский в долгих многочасовых прогулках бродил по побережью, восторженно наблюдая таинственную, притягательную стихию в пору зыбкого рассвета или ясного полдня, начинающихся сумерек или звучного, порой даже торжественного заката. Однако, в чувстве Егорова видится нечто иное. Представляется, что он в отличие от своих предшественников — «созерцателей» влюбился в море активно, действенно — погружаясь в него, взаимодействуя с ним, как например, это делают, играючи дельфины, узнавая его как будто не сверху, снаружи, а из глубины. Этот ракурс изображения можно было бы условно назвать взглядом ныряльщика. Того, кто в сопротивляющейся его движению воде, все же органично ощущает себя в ней как в пространстве жизненной среды, одновременно преодолевая её, будто в схватке, и вливаясь в её слои, чувствуя их напряжение и выталкивающую силу. Эта прочувствованная изнутри и, вероятно, навеки запечатленная в эмоциональной памяти могучая красота моря дала основу единству и в то же время богатству и разнообразию его представлений в творчестве художника.
Это таящаяся под сверкающей, блистающей поверхностью колоссальная энергия морских просторов — «Утро», 1967 (Одесский художественный музей). «Девушка с флагом». 1971 (Галерея «Red Square». Лондон). «Скоро отправляемся…». 1973 (Третьяковская галерея, Москва), «У моря». 1974 (Одесский художественный музей). И бурно динамичная, будто вдруг обнажившаяся, жизнь затягивающих в бездну воронок, водоворотов, неожиданно оказавшихся наверху глубинных течений — «Каролино-Бугаз», 1970 (Галерея «Red Square», Лондон). Холодная мощь, захватывающая величием стихии в «Ланжероне в ноябре». 1979 (Одесский художественный музей), и ультрамариновое, как в глубоком сапфире, сияние моря в «Вечере в июле». 1991 (Частная коллекция М. Кнобеля. Одесса).
В 2012 году дочь художника Ирина Егорова сняла документальный фильм «Круглый горизонт» о своём отце. Фильм демонстрировался во Всемирном клубе одесситов, в Одесском Государственном художественном музее, на одесском телевизионном канале «7 Телеканал» в Центральном (Московском) доме кино, в Национальном художественном музее Украины (Киев), во время персональной выставки Юрия Егорова в 2018 году. В 2020 году фильм «Круглый горизонт» (ROUND HORIZON), исправленный и дополненный субтитрами, получил награду «Приз зрительских симпатий» на Втором Евразийском кинофестивале в Лондоне (EURASIAN FILM FESTIVAL).

## Персональные выставки
- 2018 г Национальный художественный музей Украины, Киев
- 2015 г. Одесский художественный музей, Одесса, Украина
- 2012 — NT-Art Gallery, Одесса, Украина.
- 2008 — NT-Art Gallery, Одесса, Украина (каталог).
- 2006 — Одесский художественный музей, Одесса, Украина.
- 2001 — The Air Gallery, ArtLondon.Com Ltd, Лондон, Англия.
- 1996 — Одесский художественный музей, Одесса, Украина.
- 1991 — Red Square Gallery, Лондон, Англия.
- 1990 — Red Square Gallery, Лондон, Англия.
- 1989 — Центральный выставочный зал, Москва, СССР.
- 1988 — Вторая выставка художников-монументалистов. Выставочный зал Одесского союза художников, Одесса, СССР.
- 1987 — Центральный выставочный зал, Ленинград, СССР.
- 1977 — Центральный Дом Работников Искусства, Москва, СССР.
- 1977 — Одесский художественный музей, Одесса, СССР.
- 1976 — Одесский художественный музей, Одесса, СССР.
- 1961 — Одесская картинная галерея, Одесса, СССР.

## Групповые выставки
- 2015 — «Созвездия. Юрий Егоров, Александр Ройтбурд», Dymchuk Gallery, Киев, Украина.
- 2013 — «Одесская школа. Традиции и актуальность». Мыстецкий Арсенал, Киев, Украина.
- 2013 — «Одесская школа. Традиции и актуальность». Арт-Донбасс, Донецк, Украина (каталог).
- 2013 — «Бебеля, 19. Квартирные выставки». NT-Art Gallery, Одесса, Украина (каталог).
- 2013 — «Бебеля, 19. Квартирные выставки». В рамках проекта IV Fine Art Ukraine. Мыстецкий Арсенал, Киев, Украина (каталог).
- 2012 — «Средняя нога». NT-Art Gallery, Одесса, Украина (каталог).
- 2012 — «Музыка мира». NT-Art Gallery, Одесса, Украина (каталог).
- 2010 — II Fine Art Ukraine. Мыстецкий Арсенал, Киев, Украина.
- 2008 — Как молоды вы были… Одесские художники-нонконформисты. 60-е — 80-е годы XX века в собраниях Феликса Кохрихта и Анатолия Дымчука. NT-Art Gallery,

Одесса, Украина (каталог).
- 2005 — «The Odessa Group. Paintings and Graphic Works by Six Major Artists of the Odessa School»: "Одесская группа. Выставка шести ведущих художников одесской школы ". Галерея «Chambers». Лондон, Великобритания (каталог).
- 2004 — «Одеська школа сьогодні. Півстоліття разом». Одесский художественный музей, Одесса, Украина (буклет).
- 1999 — «Выставка одесских художников». Выставочный зал Союза художников, Киев, Украина.
- 1999 — «Мамай». Выставка к 4-го Всемирного конгресса украинистов. Художественный музей. Одесса, Украина.
- 1993 — III международное биеннале "ИМПРЕЗА — 93″, г. Ивано-Франковск, Украина (каталог).
- 1987 — Первая выставка художников-монументалистов. Художественный музей, Музей западного и восточного искусства, Одесса, СССР.
- С 1965 — участие в республиканских и всесоюзных выставках.

## Работы в музейных коллекциях
- Музей «Зиммерли». Нью-Джерси, США.
- Одесский художественный музей. Одесса, Украина
- Третьяковская галерея. Москва, Россия.
- Художественный музей. Николаев, Украина.